# Emails I Can't Send
Emails I Can't Send è il quinto album in studio della cantante statunitense Sabrina Carpenter, pubblicato il 15 luglio 2022 dalla Island.

## Antefatti
Nel giugno 2019 la rivista Marie Claire riportò la notizia secondo la quale Sabrina Carpenter avesse iniziato a lavorare a un nuovo album in studio. Nel 2021 l'artista firmò un contratto discografico con la Island Records, interrompendo di fatto il rapporto lavorativo con la Hollywood Records, e pubblicò il singolo Skin tramite tale etichetta.
Successivamente, in un'intervista concessa a Teen Vogue Carpenter rivelò di stare lavorando a un album i cui testi erano nati da e-mail che l'artista aveva inviato a se stessa. Nella medesima intervista, l'artista confermò di aver registrato l'album nella città di New York lavorando con artisti come Julia Michaels, JP Saxe, John Ryan e Leroy Clampitt. Carpenter ha infine dichiarato che l'album sarebbe stato pubblicato nel corso del 2022.

## Tracce
1. Emails I Can't Send – 1:44 (testo: Sabrina Carpenter – musica: Julia Michaels, Jonathan Percy Starker Saxe)
2. Vicious – 2:30 (testo: Sabrina Carpenter, Amy Allen – musica: Jason Evigan)
3. Read Your Mind – 3:28 (testo: Sabrina Carpenter, Skyler Stonestreet – musica: Leroy Clampitt)
4. Tornado Warnings – 3:24 (testo: Sabrina Carpenter, Julia Michaels – musica: Jonathan Percy Starker Saxe, Jorgen Odegard)
5. Because I Liked a Boy – 3:16 (testo: Sabrina Carpenter, Julia Michaels – musica: John Ryan, Julia Michaels, Jonathan Percy Starker Saxe)
6. Already Over – 2:51 (testo: Sabrina Carpenter, Julia Michaels – musica: John Ryan, Julia Michaels, Jonathan Percy Starker Saxe)
7. How Many Things – 4:04 (testo: Sabrina Carpenter – musica: Jonathan Percy Starker Saxe, Ryan Marrone)
8. Bet U Wanna – 3:11 (testo: Sabrina Carpenter, Steph Jones – musica: Julian Bunetta, Leroy Clampitt)
9. Nonsense – 2:44 (testo: Sabrina Carpenter, Steph Jones – musica: Julian Bunetta)
10. Fast Times – 2:55 (testo: Sabrina Carpenter, Julia Michaels – musica: John Ryan, Julia Michaels, Jonathan Percy Starker Saxe)
11. Skinny Dipping – 2:58 (testo: Sabrina Carpenter, Julia Michaels – musica: Leroy Clampitt, Julia Michaels, Jonathan Percy Starker Saxe)
12. Bad for Business – 3:08 (testo: Sabrina Carpenter, Steph Jones – musica: Leroy Clampitt, Steph Jones)
13. Decode – 3:08 (testo: Sabrina Carpenter, Julia Michaels – musica: John Ryan, Julia Michaels, Jonathan Percy Starker Saxe)

Tracce bonus nell'edizione deluxe Emails I Can't Send Fwd:
1. Opposite – 2:48 (testo: Sabrina Carpenter, Amy Allen – musica: Peter Rycroft)
2. Feather – 3:05 (testo: Sabrina Carpenter, Amy Allen – musica: John Ryan)
3. Lonesome – 3:07 (testo: Sabrina Carpenter, Skyler Stonestreet – musica: Leroy Clampitt)
4. Things I Wish You Said – 2:42 (testo: Sabrina Carpenter, Steph Jones – musica: Leroy Clampitt)

## Classifiche

### Classifiche settimanali
| Classifica (2022-25) | Posizione massima |
| -------------------- | ----------------- |
| Australia            | 27                |
| Belgio (Fiandre)     | 55                |
| Canada               | 32                |
| Francia              | 145               |
| Irlanda              | 22                |
| Norvegia             | 19                |
| Nuova Zelanda        | 27                |
| Paesi Bassi          | 19                |
| Portogallo           | 66                |
| Regno Unito          | 40                |
| Spagna               | 83                |
| Stati Uniti          | 23                |
| Svezia               | 53                |
| Svizzera             | 68                |

### Classifiche di fine anno
| Classifica (2024) | Posizione |
| ----------------- | --------- |
| Portogallo        | 163       |